# Gijsbert Johan ter Kuile
Gijsbert Johan ter Kuile (Almelo, 24 juni 1906 - Zwolle, 29 oktober 1975) was een Nederlands jurist en archivaris.
Ter Kuile bezocht de lagere school te Almelo en het gymnasium te Deventer, waarna hij rechten studeerde in Leiden. Daar promoveerde hij op 12 juli 1935 op een proefschrift Inleiding tot een oorkondenboek van Overijssel. Samen met onder meer J.J. van Deinse (1867-1947) tekende G.J. ter Kuile regelmatig bij boeren verhalen over vroeger op. Ook dolven ze samen archeologische vondsten op, zoals urnen en stenen gereedschappen. In 1906 richtte Ter Kuile samen met Van Deinse, C.J. Snuif, H.B. Blijdenstein en W. Stork de Oudheidkamer Twente op. In 1919 was G.J. ter Kuile een van oprichters van het Ter Kuile Fonds.
Hij werd gemeentearchivaris te Breda en Deventer en daarna rijksarchivaris in Zwolle.
Ter Kuile speelde een belangrijke rol in de Vereeniging tot beoefening van Overijsselsch Regt en Geschiedenis, gedurende vijftien jaar was hij de secretaris en de spil van deze vereniging. Na zijn aftreden werden zijn verdiensten erkend door de benoeming tot erelid. Van 1972 tot 1975 was hij voorzitter van de Vereeniging tot uitgaaf der bronnen van het oud-vaderlandsche recht.

## Werken
Ter Kuile had meer dan honderd publicaties, waaronder:
- Oorkondenboek van Overijssel, 797-1350 (Zwolle, 1963-1969. 6dl)
- bijdrage in Geschiedenis van Overijssel. Onder red. van B.H. Slicher van Bath, G.D. van der Heide [et al.] (Deventer, 1970)

- Biografisch Portaal: 65947869
- Gemeinsame Normdatei: 1043179194
- International Standard Name Identifier: 0000 0003 9485 9328
- Library of Congress Control Number: no2018032505
- Nederlandse Thesaurus van Auteursnamen: 067686702
- Virtual International Authority File: 289443764
- WorldCat: E39PBJkxHcvyj37rCBFTM46dwC